# Zoey Deutch
Pour les articles homonymes, voir Deutch.
Zoey Deutch est une actrice et productrice américaine, née le 10 novembre 1994 à Los Angeles (Californie).
Elle a été révélée avec le rôle de Juliet Martin dans la série Ringer (2011-2012). Après avoir été la tête d'affiche de la comédie fantastique Vampire Academy (2014), elle alterne entre films indépendants et d'autres plus grand public. Elle est notamment connue pour avoir joué dans les films Le Dernier Jour de ma vie (2017) et Petits coups montés (2018).
Depuis 2019, elle est l'un des personnages principaux de la série satirique The Politician sur le service Netflix.

## Biographie

### Enfance
Née à Los Angeles en Californie, Zoey Deutch est issue d'une famille ancrée depuis deux générations dans l'industrie du spectacle. Elle est la fille de l'actrice Lea Thompson, notamment connue pour avoir joué Lorraine dans la trilogie Retour vers le futur, et du réalisateur Howard Deutch. Elle a une sœur, Madelyn Deutch (née le 23 mars 1991) qui est aussi actrice. Zoey est de confession juive.
Jeune, elle étudie le théâtre et les arts visuels dans son lycée à Los Angeles tout en étudiant simultanément à "The Young Actors Space". Elle possède un Master en théâtre et en art visuel. Elle excelle dans le domaine de la danse classique et du jazz.

### Carrière

#### Débuts et révélation

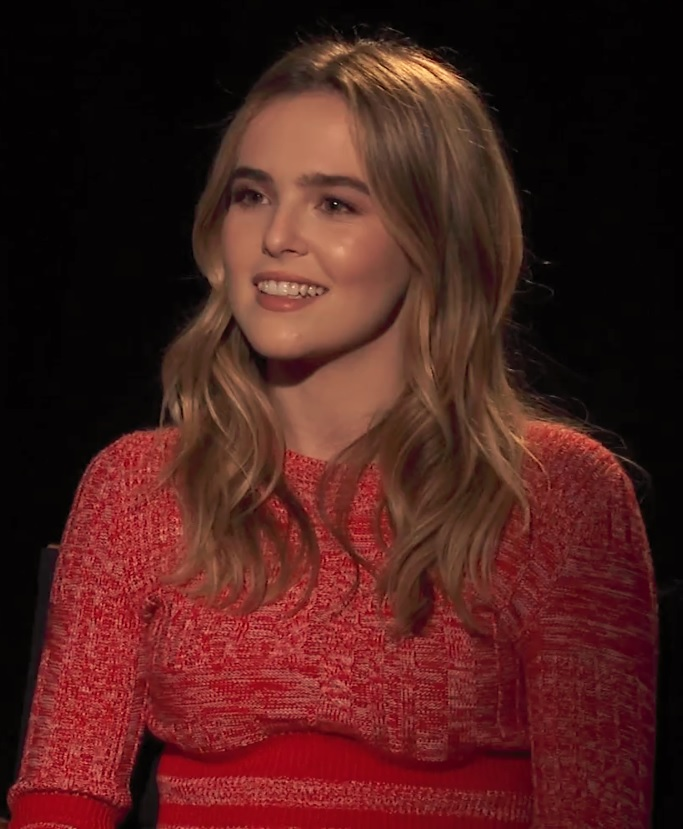
En 2017, pour la promotion du film Le Dernier Jour de ma vie.

Zoey Deutch commence sa carrière en 2010 dans la série de Disney Channel La Vie de croisière de Zack et Cody dans laquelle elle interprète Maya Bennett, l’intérêt amoureux de Zack Martin.
En 2011, elle apparaît dans le film Mayor Cupcake aux côtés de sa mère et de sa sœur. Cette même année, elle tourne une courte scène pour le film The Amazing Spider-Man mais la scène est coupée du montage final du film lors de sa sortie en 2012. Elle participe aussi au pilote de la série Hallelujah de Marc Cherry, mais le projet n'est finalement pas retenu par la chaîne ABC. Toujours en 2011, Zoey interprète Juliet Martin, la fille rebelle d'Andrew Martin, dans la série Ringer aux côtés de Sarah Michelle Gellar. Elle remplace Caitlin Custer initialement choisie pour ce rôle. Mais après seulement une saison, la série est annulée par The CW en mai 2012 en raison d’audiences insuffisantes. C'est néanmoins ce rôle qui lui permet de se faire remarquer par la profession.
En 2013, Zoey interprète le personnage de Emily Asher dans l’adaptation du roman 16 lunes, intitulé Sublimes Créatures au cinéma. Puis elle fait une apparition dans la série Switched dans laquelle joue également sa mère.
En 2014, elle interprète Rose Hathaway, l’héroïne de la saga littéraire fantastique Vampire Academy de Richelle Mead, dans Vampire Academy, l'adaptation du premier roman de la saga intitulé Sœurs de sang mais à la suite de l'échec du film au box-office, la suite de la saga ne sera jamais adaptée.
En 2016, elle est à l'affiche de plusieurs films dont Dirty Papy, une comédie avec Zac Efron et Robert De Niro, et Everybody Wants Some!! de Richard Linklater aux côtés de nombreux comédiens issus du milieu de la télévision comme Tyler Hoechlin et Ryan Guzman. En fin d'année, elle joue aux côtés de James Franco et Bryan Cranston dans la comédie The Boyfriend : Pourquoi lui ?.
En 2017, Zoey interprète le premier rôle du film dramatique Le Dernier Jour de ma vie, adapté du roman éponyme de Lauren Oliver. La même année, elle apparaît dans le clip de Perfect du chanteur Ed Sheeran. Elle joue ensuite dans le film The Disaster Artist de James Franco qui raconte l'histoire des coulisses du film culte The Room.

#### Tête d'affiche

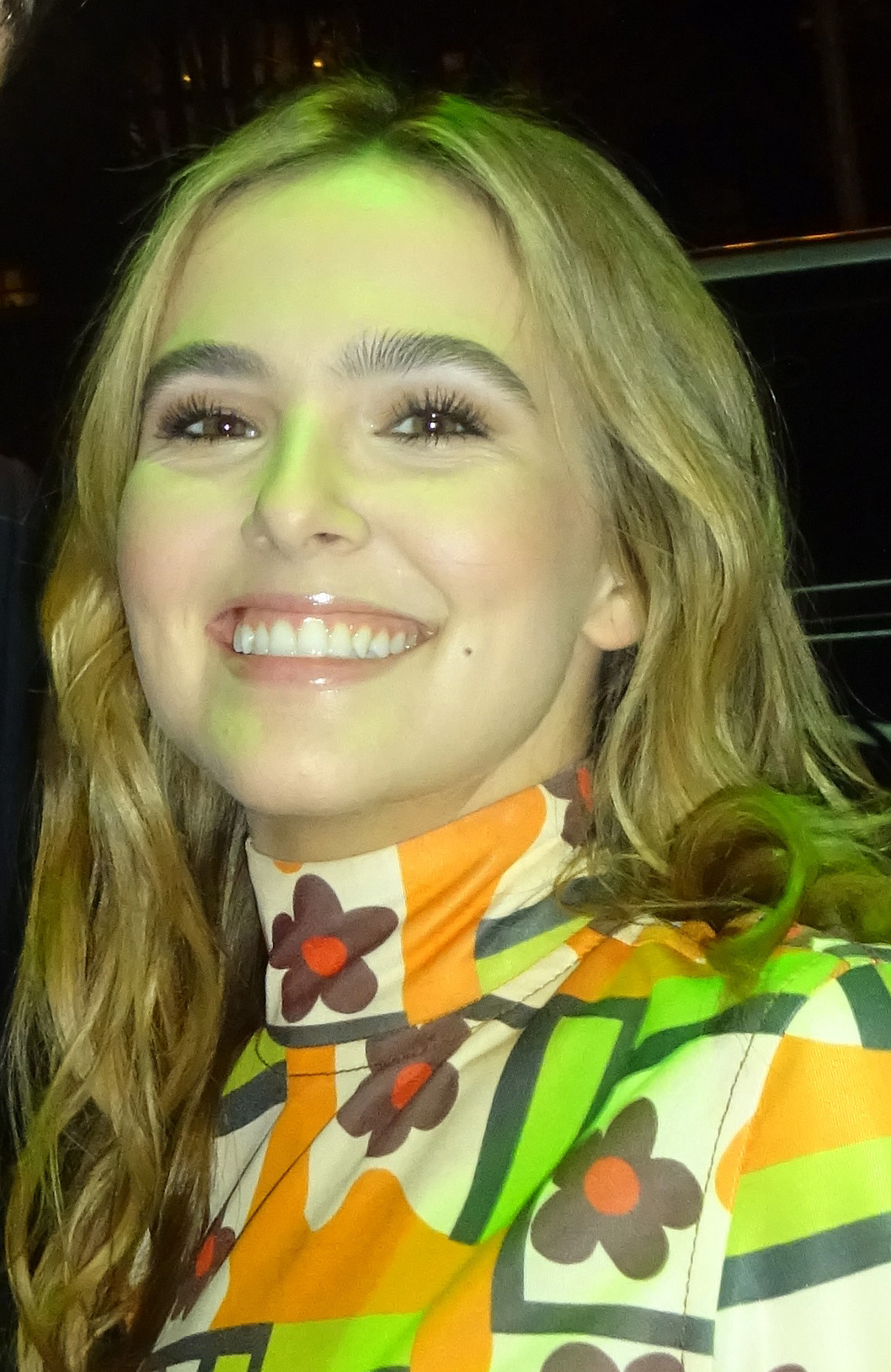
Zoey Deutch en 2017.

En 2018, elle joue le rôle principal du film indépendant Flower. Ce rôle lui permet d'attirer l'attention des critiques cinéma qui encensent à l'unanimité sa performance dans le film. Elle joue également dans la comédie romantique Petits coups montés pour Netflix. Le film, plus grand public, reçoit des critiques positives et connaît un certain succès auprès des spectateurs de la plateforme.

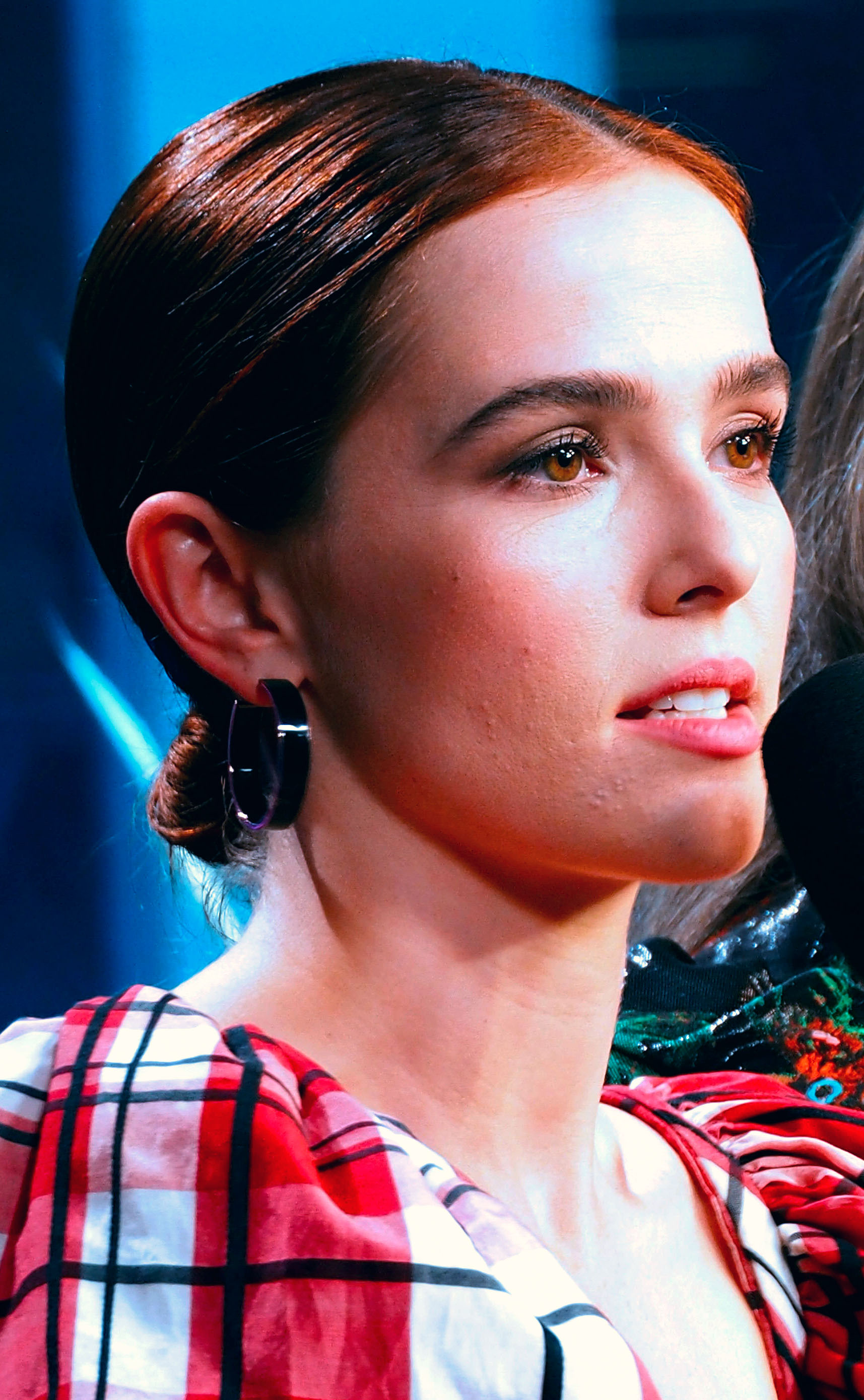
L'actrice en 2019.

En 2019, elle officie en tant que productrice de la comédie dramatique indépendante Buffaloed dont elle occupe le premier rôle. Elle fait également son retour à la télévision avec un rôle principal dans la série télévisée The Politician du créateur Ryan Murphy, diffusée sur Netflix,,. Elle est l'un des nouveaux visages de la suite de Bienvenue à Zombieland, Retour à Zombieland, et signe une prestation comique remarquée en tant que blonde écervelée.
En 2024, elle retrouve le réalisateur Richard Linklater pour incarner la comédienne Jean Seberg dans le film Nouvelle vague, qui raconte le tournage d'À bout de souffle de Jean-Luc Godard.

### Vie privée
Zoey Deutch partage la vie de l'acteur canadien Avan Jogia de 2011 à 2016. Elle fréquente ensuite l'acteur américain Dylan Hayes de 2017 à 2020. En février 2021, elle officialise son couple avec l'acteur américain Jimmy Tatro.

#### Engagements
Zoey Deutch soutient une association luttant contre la maladie d'Alzheimer et elle est également engagée auprès d'un orphelinat de Tijuana.

## Filmographie

### Longs métrages
Note : L'année de sortie indiquée dans cette liste est celle de la sortie globale, certains films peuvent avoir été diffusés en festival l'année précédente.
- 2011 : Mayor Cupcake de Alex Pires : Lana Maroni
- 2012 : The Amazing Spider-Man de Marc Webb : la fille dans les toilettes (scène coupée)
- 2013 : Sublimes Créatures (Beautiful Creatures) de Richard LaGravenese : Emily Asher
- 2014 : Vampire Academy de Mark Waters : Rosemarie « Rose » Hathaway
- 2016 : Dirty Papy (Dirty Grandpa) de Dan Mazer : Shadia
- 2016 : Everybody Wants Some!! de Richard Linklater : Beverly
- 2016 : Good Kids (en) de Chris McCoy : Nora Sullivan
- 2016 : Roxxy (Vincent-N-Roxxy) de Gary Michael Schultz : Kate
- 2016 : The Boyfriend : Pourquoi lui ? (Why Him?) de John Hamburg : Stephanie Fleming
- 2017 : Le Dernier Jour de ma vie (Before I Fall) de Ry Russo-Young : Samantha « Sam » Kingston
- 2017 : Rebel in the Rye : Aux origines de l'Attrape-cœurs (Rebel in the Rye) de Danny Strong : Oona O'Neill
- 2017 : The Disaster Artist de James Franco : Bobbi
- 2018 : Flower de Max Winkler : Erica Vandross
- 2018 : The Year of Spectacular Men de Lea Thompson : Sabrina Klein (également productrice)
- 2018 : Petits coups montés (Set It Up) de Claire Scanlon : Harper
- 2019 : Les Derniers Jours de Monsieur Brown (The Professor) de Wayne Roberts : Claire
- 2019 : Buffaloed de Tanya Wexler : Peg (également productrice)
- 2019 : Retour à Zombieland (Zombieland: Double Tap) de Ruben Fleischer : Madison
- 2022 : The Outfit de Graham Moore :
- 2022 : Not Okay de Quinn Shephard : Danni Sanders
- 2022 : Something from Tiffany's : Rachel Meyer
- 2024 : Juré n°2 (Juror #2) de Clint Eastwood : Allison Crewson
- 2025 : Nouvelle Vague de Richard Linklater : Jean Seberg

### Court métrage
- 2016 : Of Dogs and Men de Avan Jogia : Lily

### Séries télévisées
- 2010-2011 : La Vie de croisière de Zack et Cody : Maya Bennett (7 épisodes)
- 2011 : NCIS : Enquêtes spéciales (NCIS) : Lauren (saison 8, épisode 17)
- 2011 : Criminal Minds: Suspect Behavior : la fille au masque bleu (saison 1, épisode 12)
- 2011 : Hallelujah : Willow Turner (pilote non retenu par ABC)
- 2011-2012 : Ringer : Juliet Martin (18 épisodes)
- 2013 : Switched (Switched at Birth) : Elisa Sawyer (2 épisodes)
- 2019-2020 : The Politician : Infinity Jackson (15 épisodes)

### Clips vidéo
- 2014 : Opium de The New Division
- 2017 : Perfect de Ed Sheeran
- 2021 : Anyone de Justin Bieber

## Distinctions
Sauf indication contraire, les informations mentionnées dans cette section peuvent être confirmées par la base de données cinématographiques IMDb,  présente dans la section « Liens externes ».

### Récompenses
- Napa Valley Film Festival 2016 : prix Chandon de la révélation de l'année
- Women in Film Crystal + Lucy Awards 2017 : prix MAXMARA du visage de l'avenir
- Dallas International Film Festival 2017 : prix Diff Shining Star
- SCAD Savannah Film Festival 2017 : révélation de l'année
- Hollywood Critics Association 2020 : nouvelle génération de star à Hollywood

### Nominations
- Teen Choice Awards 2014 : meilleure actrice dans une comédie pour Vampire Academy
- Teen Choice Awards 2017 : meilleure actrice dans un film dramatique pour Le Dernier Jour de ma vie
- Fangoria Chainsaw Awards 2020 : meilleure actrice dans un second rôle pour Retour à Zombieland

## Voix francophones
En France, Ingrid Donnadieu est la voix française la plus régulière de Zoey Deutch.
Au Québec, Kim Jalabert est la voix québécoise la plus régulière de l'actrice.
En France
| - Ingrid Donnadieu dans : - Vampire Academy - Dirty Papy - Everybody Wants Some!! - Une bague pour deux (en) - Juré n° 2 - Jessica Barrier dans : - Ringer (série télévisée) - Switched (série télévisée) - The Boyfriend : Pourquoi lui ? - Sophie Froissard dans : - La Vie de croisière de Zack et Cody (série télévisée) - Criminal Minds: Suspect Behavior (série télévisée) | - Florie Auclerc dans : - Le Dernier Jour de ma vie - Petits coups montés Et aussi - Pascale Chemin dans Sublimes Créatures - Audrey Sablé dans Rebel in the Rye : Aux origines de l'Attrape-cœurs - Pamela Ravassard dans Les Derniers Jours de Monsieur Brown - Maryne Bertieaux dans The Politician (série télévisée) - Victoria Grosbois dans Retour à Zombieland |

Au Québec
- Kim Jalabert[23] dans :
  - L'Arnaqueuse
  - Vampire Académie
  - Everybody Wants Some!!
  - Pourquoi lui ?
  - Le Dernier Jour de ma vie
  - Zombieland : Le Doublé
  - Le Tailleur
- Stéfanie Dolan[23] dans :
  - Sublimes Créatures
  - Sale grand-père